# 상조업
상조업(相助業)은 장례를 도와주는 서비스업이다. '서로 돕는다'라는 의미의 단어인 '상조(相助)'라는 단어에서 출발했다

## 연혁
상조업의 바른 표현은 상조서비스업이라 하는 것이 옳을 것이다.
상조서비스업이란 우리민족의 전통 협동문화인 두레 등의 품앗이문화가 현대사회의 비지니스로 발전하여, 통과의례와 관련한 가정의례사를 서비스하는 산업으로 자리매김하고 있는 것이다.
불확실한 미래에 직면하게 되는 가정의례사에 대하여 행사보험형태로 대비하게하는 시스템으로 우리사회의 사회적 안전망으로서의 역할을 담당하고 있다.
월부금형태로 매월 일정금액을 불입하여 행사발생시 대비하게 되며, 가정의례행사를 치른 이후 불입잔금이 남아있다면 일시납입하여야 하는 거래형태가 대부분이다.
상조서비스로는 결혼, 장례, 칠순, 회갑연, 돌, 여행 등 다양한 형태의 서비스품목이 있으며, 이는 상조서비스회사마다 취급상품의 차이가 있다.

## 보험과 비교
대법원은 1990.6.26, 선고, 89도2537, 판결에서 보험사업과 상조사업을 비교 구분하는 판시를 하였다.
피고인이 운영한 이 사건 상조사업은 실질적인 면에서 고찰할 때 동질적인 경제상의 위험에 놓여있는 다수의 회원이 사망이라는 우연한 사고가 발생한 경우의 재산상의 수요를 충족시키기 위하여 가입회비, 상조비라는 명목으로 일정한 금액을 출연하고 사고가 발생할 때 상조부의금의 명목으로 일정한 금액을 지급한다는 점에서 그 사업명칭이나 출연 또는 지급금의 명칭에 불구하고 보험사업을 영위한 것이라고 하여야 할 것이므로 피고인이 허가없이 위 상조사업을 영위한 것은 보험업법위반행위에 해당한다고 할 것이다.

## 같이 보기
- 공제사업